# Bonnard J. Teegarden
Pour les articles homonymes, voir Teegarden.
Bonnard John Teegarden est un astrophysicien américain ayant travaillé au Goddard Space Flight Center de la NASA et maintenant à la retraite. Il a passé la majeure partie de sa carrière à étudier les rayons gamma cosmiques et il est surtout connu du public pour avoir dirigé l'équipe qui a découvert l'étoile de Teegarden en 2003.

## Éducation
Bonnard Teegarden a été diplômé du lycée de Rumson-Fair Haven (en), à Rumson, dans le New Jersey en 1958. Il a obtenu un baccalauréat universitaire en sciences du Massachusetts Institute of Technology en 1962 et un doctorat (Ph.D.) de l’Université du Maryland en 1967. Sa thèse est intitulée A Study of Low Energy Galactic Cosmic Rays (Une étude des rayons cosmiques galactiques de basse énergie) et son directeur de thèse était Frank B. McDonald (en).

## Carrière

### La découverte de l'étoile de Teegarden
La découverte de l'étoile de Teegarden en 2003 a été une relative surprise puisque aucune étoile proche n'avait été découverte depuis des décennies. L'équipe de Bonnard Teegarden a trouvé cette étoile dans des données prises des années plus tôt par un programme indépendant qui cherchait des astéroïdes proches de la Terre. L’excitation réelle provenait des mesures initiales prises par l’équipe pour la parallaxe de cette étoile. Ces mesures initiales indiquaient que l'étoile pouvait être très proche, à une distance de seulement environ sept années-lumière. Cela en aurait fait le troisième système stellaire le plus proche, juste après Alpha du Centaure et l'étoile de Barnard. Cet engouement a donné lieu à de nombreux articles de presse et a éveillé l'intérêt du public. Dans les années qui ont suivi l'annonce de la découverte, les distances mesurées ont progressivement augmenté. La distance acceptée est maintenant supérieure à douze années-lumière et l'intérêt du public s'est un peu estompé, mais pas avant que Teegarden ait été récompensé du nom de cette étoile récemment découverte, bien que d'autres désignations soient également utilisées.

### Autres travaux
Bonnard Teegarden a été chercheur dans le domaine des rayons cosmiques au Goddard Space Flight Center, un centre de la NASA, pendant toute sa vie professionnelle. Il a été co-chercheur dans les expériences sur les rayons cosmiques de Pioneer Jupiter, puis chercheur dans les expériences spatiales INTEGRAL et BATSE. Il a également participé à des études sur la nucléosynthèse stellaire. Il est un chercheur prolifique avec 200 articles répertoriés dans le SAO/NASA Astrophysics Data System.

## Vie privée
Après avoir pris sa retraite de la NASA, Bonnard Teegarden et son épouse ont déménagé à Annapolis, dans le Maryland. Il travaille maintenant le bois et navigue. Il a développé un logiciel spécial pour la fabrication de bols en bois décoratifs.